# Helga Castellanos
Helga Trude Castellanos, geborene Bock (* 30. Oktober 1936 in Kassel) ist eine deutsche Übersetzerin für lateinamerikanische Gegenwartsliteratur und Schriftstellerin.

## Leben und Werk
Helga Castellanos studierte Mitte der 1950er Jahre Germanistik und spanische Literatur. Sie war 25 Jahre für das Goethe-Institut im In- und Ausland tätig, so zum Beispiel auch als Institutsleiterin in Montevideo, Uruguay (1979–1985) und in La Paz, Bolivien (1985–1991). Sie hat drei Kinder.
Seit einigen Jahren lebt Helga Castellanos im Berchtesgadener Land und schreibt Bücher für Erwachsene und Kinder.
Als Übersetzerin konnte sie international erstmals mit Der Tunnel von Ernesto Sabato (1969, Neuauflage 2010) auf sich aufmerksam machen.
Eine enge und persönliche Zusammenarbeit mit zahlreichen namhaften Autoren Lateinamerikas folgte, darunter Ernesto Cardenal (Nicaragua), Jaime Saenz (Bolivien) und Ernesto Sabato (Argentinien).
In ihren gegenwärtigen Lesungen arbeitet Helga Castellanos genreübergreifend, indem sie ihre Lyrik mit Musik (unter anderem mit der Flötistin Gunda Veleba und dem Gitarristen Max Reubel) und der Bildenden Kunst (unter anderem Künstlergilde Freilassing) kombiniert.

## Werke
Reihe Vom Leben, ab 2007:
- Vom einfachen Leben – Eine Idylle, Mariposa Verlag, Berlin 2007, ISBN 978-3-927708-42-6
- Vom freien Leben – Tiergeschichten aus Südamerika, Mariposa Verlag, Berlin 2008, ISBN 978-3-927708-80-8
- Vom täglichen Leben – Träumereien in der Großstadt, Mariposa Verlag, Berlin 2009, ISBN 978-3-927708-81-5

Kinderbuchreihe Geheimnisgeschichten, ab 2018:
- Geheimnisgeschichten – Erstes Buch, Liliom Verlag, Juli 2018, mit Illustrationen von Fritz Baer, ISBN 978-3-934785-33-5
- Geheimnisgeschichten – Zweites Buch, Liliom Verlag, Februar 2019, mit Illustrationen von Dieter Schaffer, ISBN 978-3-934785-80-9
- Geheimnisgeschichten – Drittes Buch, Liliom Verlag, Juli 2019, mit Illustrationen von Christa Tauser, ISBN 978-3-96606-002-8
- Geheimnisgeschichten – Viertes Buch, Liliom Verlag, Dezember 2019, mit Illustrationen von Lisbet Werner, ISBN 978-3-96606-007-3
- Geheimnisgeschichten – Fünftes Buch, Liliom Verlag, Mai 2020, mit Illustrationen von Helmut Günter Lehmann, ISBN 978-3-96606-012-7
- Geheimnisgeschichten – Sechstes Buch, Liliom Verlag, Februar 2021, mit Illustrationen von Cornelia Höhne, ISBN 978-3-96606-018-9
- Geheimnisgeschichten – Siebtes Buch, Liliom Verlag, März 2021, mit Illustrationen von Xandi Fradl, ISBN 978-3-96606-020-2

Kinder-/Jugendbuch
- Bei den Wegwerfkindern von Padre José, Liliom Verlag, Mai 2018, Fotos von Sonja Steger, ISBN 978-3-934785-98-4

Belletristik
- Meine Bayernlektionen, Liliom Verlag, 2017, ISBN 978-3-934785-91-5
- Ein Hund besucht Berlin, Liliom Verlag, 2017, ISBN 978-3-934785-92-2
- Augenblicke unter dem Kreuz des Südens, Liliom Verlag, 2019, mit Bildern von Heidi Aschenbrenner, ISBN 978-3-934785-96-0
- Im Transit – Liliom Verlag, Juli 2020, mit Bildern von Wolfgang Hunecke, ISBN 978-3-96606-014-1

### Übersetzungen
- Macedonio Fernández: Tantalia (1964), in: Der rote Mond. Phantastische Erzählungen vom Río de la Plata. Hrsg. von Michi Strausfeld. (= Suhrkamp Phantastische Bibliothek; 213). Suhrkamp, Frankfurt am Main 1983, ISBN 3-518-38036-2
- Alvaro Menen Desleal: Ein Seil aus Nylon und Gold (Originaltitel: Una cuerda de Nylon y Oro, 1969), in: Der letzte Frieden. Science-fiction-Geschichten gegen den Krieg. Hrsg. von Horst Heidtmann. Signal, Baden-Baden 1983, ISBN 3-7971-0224-0
- Ernesto Sabato: Maria oder die Geschichte eines Verbrechens. Verlag Limes, Wiesbaden/München 1976, ISBN 3-8090-2074-5
- Ernesto Sabato: Der Tunnel (1948). Roman, Verlag Klaus Wagenbach 2010, ISBN 978-3-8031-2639-9

Übersetzungen mit Christa Fabry de Orias:
- Jaime Saenz: Die Räume. Erzählung. Unrast, Münster 2001, ISBN 3-89771-643-7
- Jaime Saenz: Der Señor Balboa. Erzählung. Unrast, Münster 2001, ISBN 3-89771-645-3
- Jaime Saenz: Santiago de Machaca. Erzählung. Unrast, Münster 2002, ISBN 3-89771-646-1
- Jaime Saenz: Die Nacht – Die Ferne durchschreiten. Prosadichtung. Unrast, Münster 2003, ISBN 3-89771-647-X